# James Gascoyne-Cecil, 4. Marquess of Salisbury

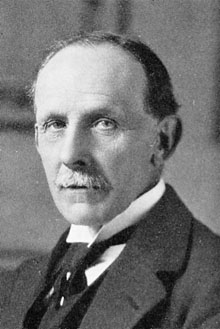
James Gascoyne-Cecil, 4. Marquess of Salisbury

James Edward Hubert Gascoyne-Cecil, 4. Marquess of Salisbury KG GCVO CB PC DL JP TD (* 23. Oktober 1861 in London; † 4. April 1947 ebenda) war ein britischer Politiker der Conservative Party, der zwischen 1885 und 1903 mit einer Unterbrechung Mitglied des House of Commons war.
1903 erbte er den Titel als 4. Marquess of Salisbury sowie die nachgeordneten Adelstitel und war damit bis zu seinem Tod Mitglied des House of Lords. Er war von 1903 bis 1905 Lordsiegelbewahrer, 1905 kurzzeitig Handelsminister (President of the Board of Trade), zwischen 1922 und 1924 Lord President of the Council, 1922 bis 1923 Chancellor of the Duchy of Lancaster sowie zwischen 1924 und 1929 erneut Lordsiegelbewahrer. Als Lord High Steward gehörte er 1937 zu den Teilnehmern bei der Krönungsprozession von König Georg VI.

## Leben

### Familiäre Herkunft und Geschwister

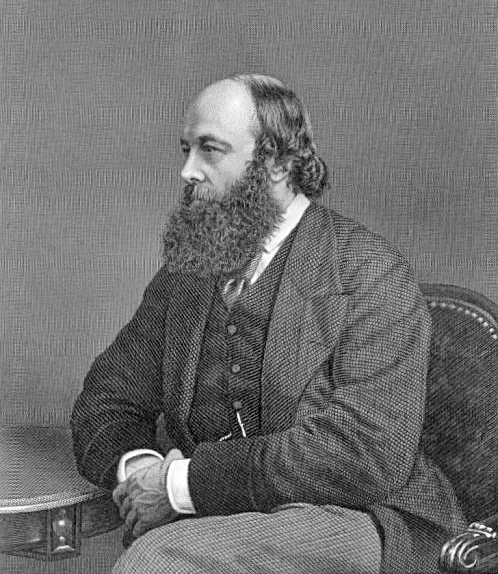
Robert Gascoyne-Cecil, 3. Marquess of Salisbury, der Vater von James Gascoyne-Cecil, 4. Marquess of Salisbury war drei Mal Premierminister des Vereinigten Königreichs

James Gascoyne-Cecil war der älteste Sohn von Robert Gascoyne-Cecil, 3. Marquess of Salisbury, der mehrmals Außenminister sowie drei Mal Premierminister war, sowie dessen Ehefrau Georgina Alderson, eine Tochter des Barrister Edward Hall Alderson, der Richter am Court of Common Pleas für England und Wales sowie zeitweilig Baron of the Exchequer war.
Seine ältere Schwester Lady Beatrix Maud Cecil war die Ehefrau von William Waldegrave Palmer, der 1895 den Titel als 2. Earl of Selborne sowie unter anderem von 1900 bis 1905 Erster Lord der Admiralität war. Eine weitere ältere Schwester war Lady Gwendolen Cecil, die unverheiratet blieb und 1921 eine zweibändige Biografie über ihren Vater mit dem Titel The Life of Robert, Marquis of Salisbury veröffentlichte, während seine weitere ältere Schwester Fanny Georgina Mildred Cecil im Kindesalter verstarb.
Ein jüngerer Bruder war der Geistliche Rupert Ernest William Gascoyne-Cecil, der zuletzt von 1916 bis zu seinem Tod 1936 Bischof von Exeter war.
Sein jüngerer Bruder Edgar Algernon Robert Cecil, war von 1906 bis 1923 ebenso Mitglied des House of Commons, während des Ersten Weltkrieges 1916 bis 1918 Minister für Blockade und bekleidete wie sein älterer Bruder James Gascoyne-Cecil in den 1920er Jahren die Ämter als Lordsiegelbewahrer und Kanzler des Herzogtums Lancaster. 1924 wurde dieser als 1. Viscount Cecil of Chelwood ebenfalls in den Adelsstand erhoben und dadurch Mitglied des House of Lords sowie 1937 mit dem Friedensnobelpreis ausgezeichnet.
Ein weiterer jüngerer Bruder war Lord Edward Herbert Gascoyne-Cecil, der als Oberst in der britischen Protektoratsverwaltung in Ägypten tätig war und mehrfach ausgezeichnet wurde.
Sein jüngster Bruder war schließlich Hugh Richard Heathcote Gascoyne-Cecil, der von 1895 bis 1906 sowie erneut zwischen 1910 und 1937 Abgeordneter des Unterhauses war sowie 1941 als 1. Baron Quickswood gleichfalls in den Adelsstand erhoben sowie dadurch Mitglied des Oberhauses wurde.

### Studium, Unterhausabgeordneter und Unterstaatssekretär

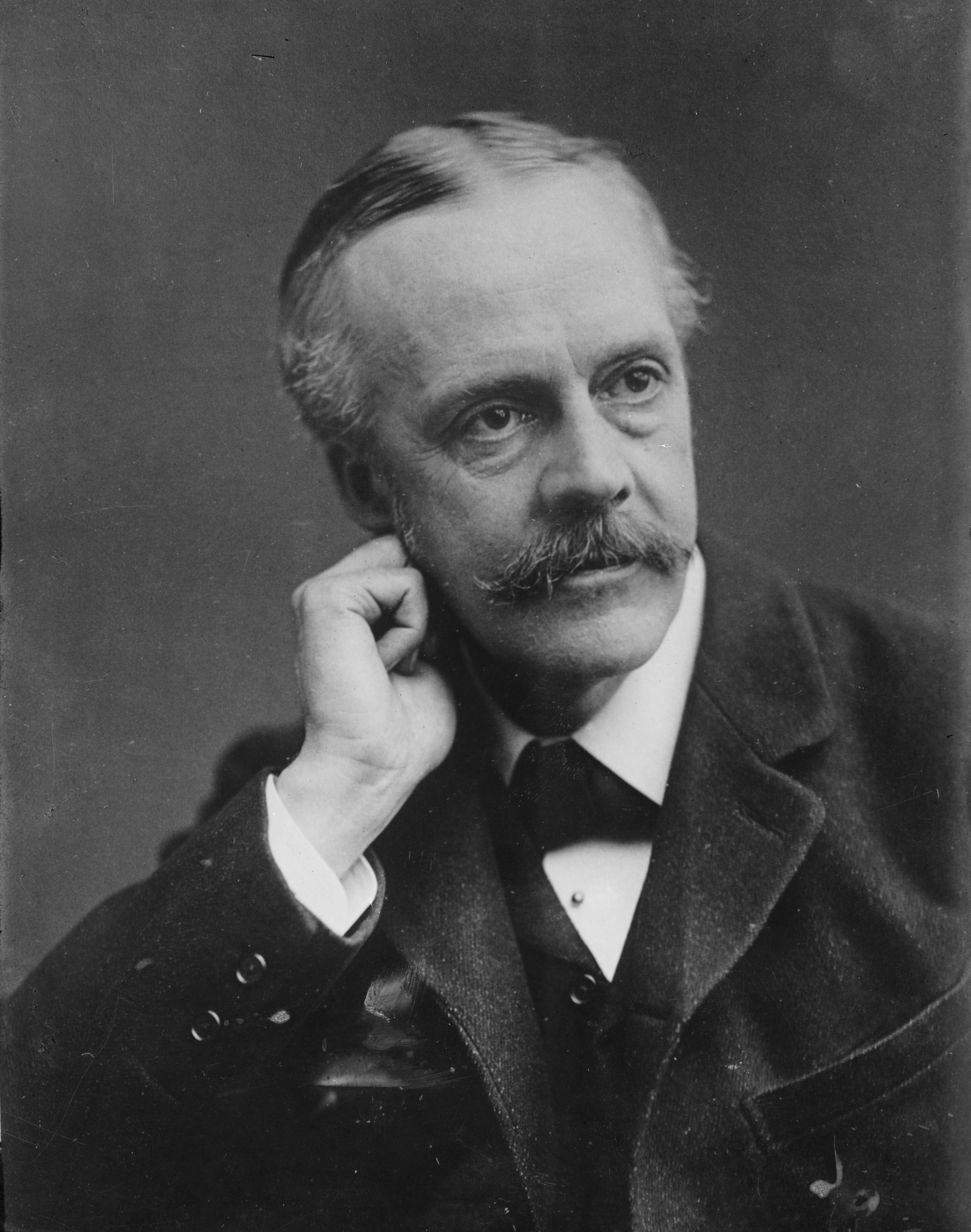
Premierminister Arthur James Balfour war James Gascoyne-Cecils Cousin ersten Grades

James Gascoyne-Cecil begann nach dem Besuch des renommierten Eton College ein Studium am University College der University of Oxford, das er 1885 mit einem Bachelor of Arts (B.A.) abschloss.
Kurz nach Abschluss des Studiums wurde er am 24. November 1885 als Kandidat der konservativen Tories erstmals zum Mitglied des House of Commons gewählt und vertrat in diesem bis zum 4. Juni 1892 den aus dem bisherigen Wahlkreis North-East Lancashire neugeschaffenen Wahlkreis Darwen. Während dieser Zeit absolvierte er zudem ein postgraduales Studium am University College der Universität Oxford und beendete dieses 1889 mit einem Master of Arts (M.A.).
Am 8. Februar 1893 wurde er wieder zum Abgeordneten in das Unterhaus gewählt und vertrat dort nunmehr bis zum 22. August 1903 den Wahlkreis Rochester. Gascoyne-Cecil, der zeitweilig als Friedensrichter (Justice of the Peace) der Grafschaft Hertfordshire fungierte nahm zwischen 1899 und 1900 am Zweiten Burenkrieg teil und wurde 1900 zum Companion des Order of the Bath (CB) berufen.
1900 übernahm Gascoyne-Cecil sein erstes Regierungsamt im dritten Kabinett seines Vaters Robert Gascoyne-Cecil, 3. Marquess of Salisbury als Parlamentarischer Unterstaatssekretär im Außenministerium (Parliamentary Under-Secretary for Foreign Affairs) und bekleidete dieses Amt auch nachdem sein Cousin ersten Grades, Arthur James Balfour am 11. Juli 1902 das Amt des Premierministers übernommen hatte bis zum 17. Oktober 1903. Darüber hinaus bekleidete er 1903 zeitweise die Funktion als High Steward of Westminster.

### Oberhausmitglied, Lordsiegelbewahrer und Handelsminister
Nach dem Tode seines Vaters erbte James Gascoyne-Cecil am 22. August 1903 den Titel als 4. Marquess of Salisbury und war damit bis zu seinem Tod Mitglied des House of Lords. Zugleich erbte er auch die nachgeordneten Titel als 10. Earl of Salisbury, 10. Viscount Cranborne, in the County of Dorset sowie als 10. Baron Cecil, of Essendon in the County of Rutland.
Im Rahmen einer Kabinettsumbildung übernahm er am 17. Oktober 1903 von Premierminister Balfour erstmals das Amt des Lordsiegelbewahrers (Lord Privy Seal), das dieser bisher selbst innehatte und bekleidete dieses Ministeramt bis zum Ende von Balfours Amtszeit am 4. Dezember 1905. Ferner wurde er 1903 auch Mitglied des Privy Council (PC). Zugleich bekleidete er von März bis Dezember 1905 auch das Amt des Handelsministers (President of the Board of Trade), das er von einem anderen Cousin ersten Grades, dem jüngeren Bruder Arthur Balfours, Gerald Balfour, übernommen hatte.
Darüber hinaus war der 4. Marquess of Salisbury zwischen 1903 und 1910 Aide-de-camp von König Eduard VII. sowie 1905 auch High Steward of Hertford sowie im Dezember 1908 Deputy Lieutenant der Grafschaft Hertfordshire. Danach war Gascoyne-Cecil, der 1909 zum Knight Grand Cross des Royal Victorian Order (GCVO) geschlagen wurde, von 1910 bis 1929 Aide-de-camp von König Georg V.
Dew Weiteren wurde er 1917 Knight Companion des Hosenbandordens (KG) und wurde für seine Verdienste als Honorary Colonel der 86th East Anglican Hertfordshire Yeomanry Brigade der Royal Field Artillery während des Ersten Weltkrieges mit der Territorial Decoration (TD) ausgezeichnet. Er war im Oberhaus einer der führenden Lords, die Lloyd Georges Praxis, massenhaft Adelstitel zu verkaufen um sich mit den Erlösen einen persönlichen Wahlkampffonds aufzubauen, offenlegten und scharf anprangerten. Als führender Vertreter des rechten bis reaktionären Flügels der Konservativen spielte er Anfang der 1920er mit dem Gedanken, eine Partei rechts der Tories zu formen. Durch das Carlton-Club-Treffen im Oktober 1922 wurde die Einheit der Partei jedoch bewahrt.

### Lord President of the Council und Chancellor of the Duchy of Lancaster
Am 24. Oktober 1922 wurde der 4. Marquess of Salisbury vom neuen Premierminister Andrew Bonar Law als Lordpräsident des Rates (Lord President of the Council) in dessen Kabinett berufen und bekleidete diese Funktion als Präsident des Privy Council auch im nachfolgenden Kabinett von Premierminister Stanley Baldwin bis zum Ende von dessen Amtszeit am 22. Januar 1924. Zugleich fungierte er im Kabinett von Andrew Bonar Law vom 24. Oktober 1922 bis zu seiner Ablösung durch J. C. C. Davidson am 25. Mai 1923 auch als Kanzler des Herzogtums Lancaster (Chancellor of the Duchy of Lancaster).
Nachdem Stanley Baldwin am 6. November 1924 nach dem deutlichen Sieg bei den Unterhauswahlen vom 29. Oktober 1924 erneut das Amt des Premierministers übernommen hatte, wurde der 4. Marquess of Salisbury erneut Lordsiegelbewahrer und bekleidete dieses Amt bis zum Ende der Amtszeit Baldwins am 4. Juni 1929 aus. Gleichzeitig übernahm er nach dem Tode von George Curzon, 1. Marquess Curzon of Kedleston am 20. März 1925 am 27. April 1925 auch die Funktion als Führer der Regierungspartei im Oberhaus (Leader of the House of Lords) und behielt auch diese bis zum 4. Juni 1929. 1926 wurde ihm vom University College der Universität Oxford ein Ehrendoktor im Zivilrecht DCL (Honorary Doctor of Civil Law) verliehen.
Als Lord High Steward gehörte er 1937 zu den Teilnehmern bei der Krönungsprozession von König Georg VI.

### Ehe und Nachkommen
James Gascoyne-Cecil war seit dem 17. Mai 1887 mit Lady Cicely Alice Gore verheiratet, deren Vater Arthur Gore, 5. Earl of Arran unter anderem zwischen 1889 und 1901 Lord Lieutenant des County Mayo war.
Aus dieser Ehe gingen zwei Töchter und zwei Söhne hervor. Die älteste Tochter Lady Beatrice Edith Mildred Gascoyne-Cecil war mit William Ormsby-Gore verheiratet, der zwischen 1908 und 1938 die Conservative Party als Abgeordneter im Unterhaus vertrat und unter anderem Postminister (Postmaster General), Minister für öffentliche Arbeiten (First Commissioner of Works) und Minister für die Kolonien (Secretary of State for the Colonies) war sowie 1938 als 4. Baron Harlech Mitglied des House of Lords wurde.
Sein ältester Sohn war Robert Arthur James Gascoyne-Cecil, der zwischen 1929 und 1941 ebenso Abgeordneter des Unterhauses war. Nach seinem Ausscheiden aus dem Unterhaus erbte bereits zu Lebzeiten seines Vaters 1941 den Titel als 10. Baron Cecil, so dass er aufgrund dieser Writ of Acceleration genannten Regelung bereits Mitglied des House of Lords wurde. Beim Tod seines Vaters erbte er den Titel als 5. Marquess of Salisbury sowie die nachgeordneten Titel und bekleidete in den Regierungen der Conservative Party zahlreiche Ministerämter.
Die jüngere Tochter Lady Mary Alice Gascoyne-Cecil war mit Edward William Spencer Cavendish, Marquess of Hartington, den ältesten Sohn von Victor Cavendish, 9. Duke of Devonshire, und Evelyn Emily Mary FitzMaurice verheiratet und damit später Duchess of Devonshire. Ferner war sie von 1953 bis 1967 Obersthofmeisterin (Mistress of the Robes) von Königin Elisabeth II. sowie zugleich zwischen 1955 und 1972 Kanzlerin der University of Exeter.
Der jüngste Sohn war der anerkannter Literaturwissenschaftler und Hochschullehrer Edward Christian David Gascoyne-Cecil, der für seine unter dem Titel The Stricken Deer: or The Life of Cowper erschienene Biografie über William Cowper 1929 den Hawthornden-Preis und den  James Tait Black Memorial Prize erhielt.